# Ночница (приток Ивашковицы)
Ночница (Ношница) — река в России, протекает в Вожегодском районе Вологодской области. Устье реки находится в 5 км по левому берегу реки Ивашковица. Длина реки составляет 10 км.
Ночница берёт исток севернее деревни Гришинская и в 3 км севернее села Сосновица, центра сельского поселения Митюковское. Течёт на юго-восток, крупных притоков нет. В среднем течении на правом берегу — село Сосновица, на левом — деревня Поповка.

## Данные водного реестра
По данным государственного водного реестра России относится к Двинско-Печорскому бассейновому округу, водохозяйственный участок реки — озеро Кубенское и реки Сухона от истока до Кубенского гидроузла, речной подбассейн реки — Сухона. Речной бассейн реки — Северная Двина.
По данным геоинформационной системы водохозяйственного районирования территории РФ, подготовленной Федеральным агентством водных ресурсов:
- Код водного объекта в государственном водном реестре — 03020100112103000005559
- Код по гидрологической изученности (ГИ) — 103000555
- Код бассейна — 03.02.01.001
- Номер тома по ГИ — 03
- Выпуск по ГИ — 0